# Mirococcopsis subalpinus
Mirococcopsis subalpinus är en insektsart som först beskrevs av Danzig 1985.  Mirococcopsis subalpinus ingår i släktet Mirococcopsis och familjen ullsköldlöss. Inga underarter finns listade i Catalogue of Life.